# Romanino
Girolamo di Romano, conegut com a Romanino (Brescia, circa 1484 – 1566), fou un pintor italià.

## Biografia
Fill de Luchino, pertanyent a una família establert a Brescia però provinent de la regió de Lombardia, la seva formació es va desenvolupar en la seva ciutat natal, i posteriorment a Venècia, rebent la influència de Giorgione i de Durero, tal com demostra l'obra Mare de Déu amb l'Infant del Louvre. El catàleg de la seva producció primera encara és una mica confusa, perquè les seves vinculacions i semblança d'estil amb Altobello Melone, amb qui va treballar en diversos projectes posen en dubte la segura atribució d'algunes obres.
El 1509 va pintar al fresc els episodis de la vida de Nicolo Orsini, que actualment es troben a la Galeria de l'Acadèmia de Venècia. L'any 1513 es trobava a Pàdua, on va rebre l'encàrrec dels pares benedictins del monestir de Santa Justina de realitzar el taula central d'altar major. Entre els anys 1531 i 1532 va treballar a Trento, al costat dels artistes Dosso Dossi, Battista Dossi i Marcello Fogolino,en la decoració de les noves sales del Castell del Buonconsiglio, sota la comissió del cardenal Bernardo Clesio, príncep bisbe de Trento.
La seva última obra contractada el 1557 en col·laboració amb el jove Lattancio Gambara -casat amb una filla seva- fou Vocazione dei Santi Pietro e Andrea, de l'església de Sant Pere de Mòdena.